# Aquacentrum Agricola
Aquacentrum Agricola je lázeňská budova v Jáchymově. Byla to první státní lázeňská budova, postavená v letech 1906-1911, sto let nesla jednoduchý název Lázeňská budova. V roce 2009 byla budova rekonstruovaná a rozšířená o jediný celoroční aquapark v Krušných horách.

## Popis budovy
Jednalo se o dvoukřídlou budovu s atriem uprostřed. Do centrální dvorany byly potrubím přivedeny Štěpovo prameny. Stavba nabízela všechny druhy léčby – koupele, pitné kúry i prozařování radiem (krabičky). K těmto procedurám docházeli pacienti z okolních hotelů a penziónů v období od května do konce září. Budova disponovala 42 kabinami se salónními koupelemi, koupelnami 1. – 3. třídy (podle luxusu), ústředním topením, elektrickým osvětlením, telefonem, společenskou místností a čítárnou. Dále skrývala lékařské a lékařsko-chemické pracovny, kotelnu a prádelnu se sušárnou. V roce 1921 byla ukončena léčba prozařováním, protože prostory byly od počátku shledány nevyhovujícími. Proto bylo o rok dříve přistoupeno k dostavbě sousedního Prozařovacího pavilonu, jehož výstavba byla započata ještě za I. světové války. Ten měl být původně s Lázeňskou budovou spojen krytou chodbou nebo balustrádou. V roce 1928 byla protažena obě křídla budovy. Pacienti tehdy byli ubytováni v Radium-Kurhaus-Dependanci (Hotel Miracle, Praha).
Budova prakticky nezměnila svou podobu až do sedmdesátých let dvacátého století. Tehdy byla k zadnímu traktu přilepena přístavba, ve výšce dvou metrů nad zemí spojená s budovou krytým koridorem. Ta skrývala tělocvičnu, rehabilitační bazének, ordinace lékařů a ordinace elektroterapie.

## Historie

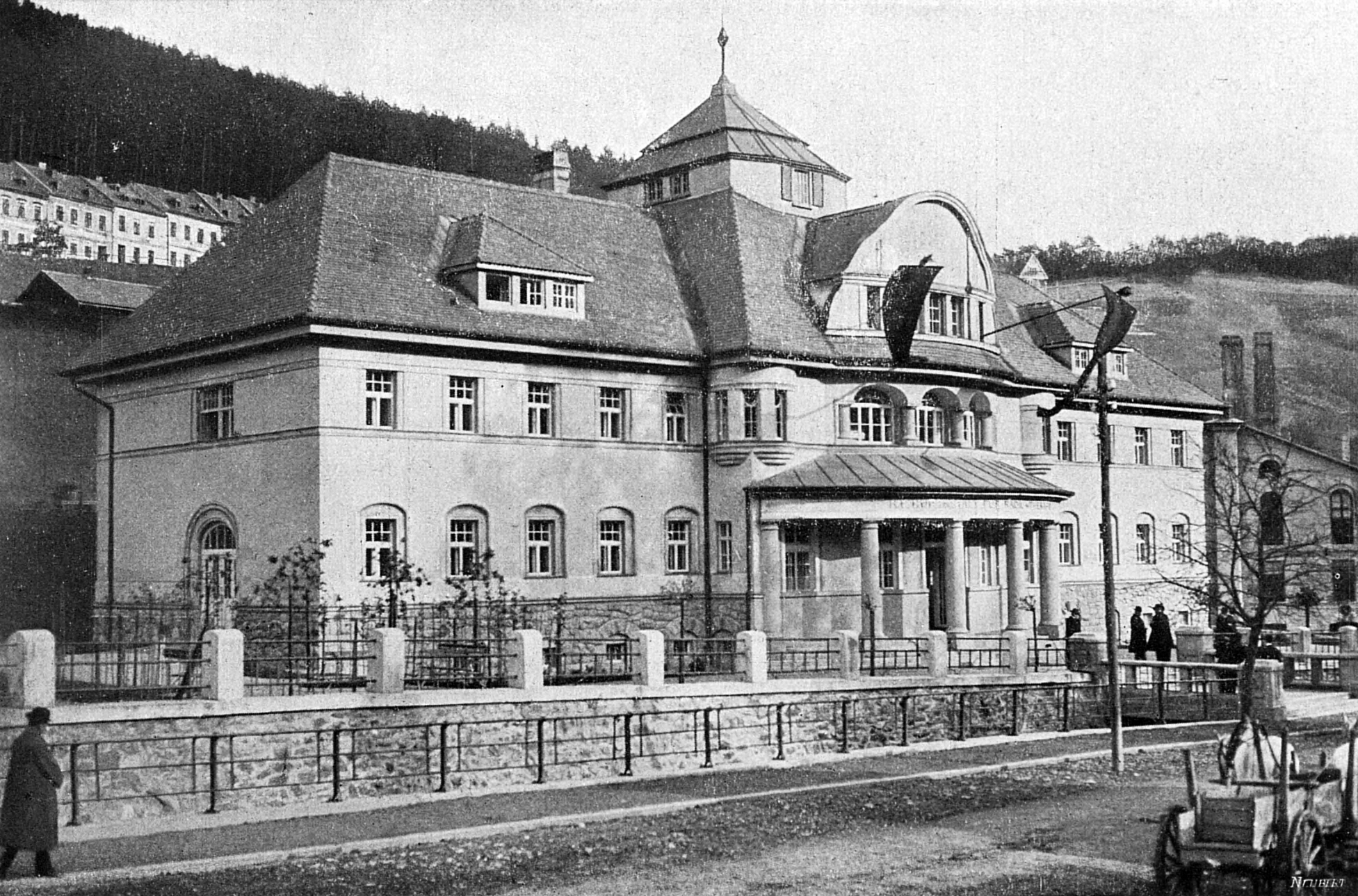
Fotografie budovy z časopisu Český svět (1912)

Nové lázně Dr. Gottlieba provozované v domě pekaře Kühna velice brzy přestaly kapacitně dostačovat. Proto bylo v prostorách c. k. Uranové továrny zřízeno šest lázeňských kabin. Posléze byly zřízeny další čtyři provizorní kabiny, ale kapacita byla stále nedostatečná. Proto bylo příslušným ministerstvem přistoupeno v roce 1906 k výstavbě nové, ryze lázeňské budovy. Budova byla stavěna v letech 1906 – 1911 podle projektu c. k. dvorního stavitele Zottera. Pod nátlakem veřejnosti bylo prvních šest kabin již 1. července 1911. Dne 22. října 1911 byl nový státní lázeňský ústav hotov a připraven k využití. Jednalo se a dosud se jedná o první lázeňský ústav svého druhu na světě. To neopomněl při slavnostním otevření dne 22. října 1911 zdůraznit sekční šéf ministerstva veřejných prací ve Vídni, Emil Homann. Původní název zněl k. k. Kuranstalt für Radiumtherapie, Lázeňská budova.
Význam budovy začal upadat poté, co jednotlivá sanatoria začala nabízet veškeré služby „pod jednou střechou“. V té době ale zároveň stoupala poptávka po samostatně kupovaných léčebných procedurách a wellnes pobytech.
Proto Léčebné lázně Jáchymov přistoupily k celkové změně koncepce a využití Lázeňské budovy. Balneoprovozy byly nahrazeny solnou jeskyní, prostory pro masáže, vybudováno bylo fitnescentrum, lymfodrenážní kabina, wellnes nebo prostor pro kryoterapii. Zároveň ale budova nabízí běžné služby jako je kadeřnictví, kosmetika, informační koutek. K ubytování klientů slouží Garni hotel Astoria.
Poslední přestavba začala 11. listopadu 2008 v 11 hodin 11 minut, kdy byl položen základní kámen rozšíření lázní na bazénové centrum se saunami. Rekonstrukce byla ukončena o rok později. Aquacentrum disponuje bazénem o délce 25 m, dvěma masážními bazény, tobogánem, rehabilitačním bazénem, Kneippovo chodníkem, dětským brouzdalištěm a venkovní terasou a pláží.
V roce 2011 došlo při příležitosti výročí sta let poskytování služeb k přejmenování Lázeňské budovy na Aquacentrum Agricola, podle Georgiuse Agricoly.